# Marc Leuenberger (Eishockeyspieler, 1979)
Marc „Hugo“ Leuenberger (* 8. Juni 1979 in Ursenbach BE) ist ein ehemaliger Schweizer Eishockeyspieler. Sein Vater Hugo sowie seine Cousins Sven und Lars sind ebenfalls Eishockeyspieler und spielten gleichfalls über viele Jahre beim SC Bern.

## Karriere
Von 1996 bis 1998 spielte Leuenberger in der U20- und in der Nationalliga A (NLA) bei der Herrenmannschaft des SC Bern. Parallel lief er in der Nationalliga B (NLB) für 5 Spiel beim EHC Biel auf. Mit der U18-Nationalmannschaft gewann er die Bronzemedaille bei der U18-Europameisterschaft 1997.
Von 1998 bis 2000 spielte er in der NLB bei HC La Chaux-de-Fonds, mit dem er 2000 den Aufstieg in die NLA erreichte. Nach Abschluss der Saison kehrte er zum SC Bern zurück und spielte in der NLA bis zum Ende der Saison 2004/05. 2004 wurde er mit dem SC Bern Schweizer Meister.
Von 2005 bis 2007 war er bei den SCL Tigers aktiv, bis er dann für zwei Saisons zurück zum SC Bern wechselte.
Mit Beginn der Saison 2009 spielte er bei Fribourg-Gottéron, den er 2011 verließ. Anschließend spielte er beim SC Langenthal, mit dem 2012 die Meisterschaft der National League B gewann.
Nach rund 900 absolvierten Spielen beendete Leuenberger 2014 seine siebzehnjährige Karriere als Eishockeyspieler. Leuenberger arbeitet heute als selbständiger Immobilienmakler.

## Privat
Leuenberger ist verheiratet und Vater von 3 Kindern.

## Erfolge und Auszeichnungen
- 1997 Bronzemedaille bei der U18-Europameisterschaft
- 2000 Aufstieg in die Nationalliga A mit dem HC La Chaux-de-Fonds
- 2004 Schweizer Meister mit dem SC Bern
- 2012 NLB-Meister mit dem SC Langenthal

## Karrierestatistik
(Legende zur Spielerstatistik: Sp oder GP = absolvierte Spiele; T oder G = erzielte Tore; V oder A = erzielte Assists; Pkt oder Pts = erzielte Scorerpunkte; SM oder PIM = erhaltene Strafminuten; +/− = Plus/Minus-Bilanz; PP = erzielte Überzahltore; SH = erzielte Unterzahltore; GW = erzielte Siegtore; 1 Play-downs/Relegation; Kursiv: Statistik nicht vollständig)